# Chauvin (Canada)
Chauvin è un villaggio del Canada, situato nella provincia dell'Alberta, nella divisione No. 7.